# Plopu-Amărăști, Dolj
Plopu-Amărăști este un sat în comuna Fărcaș din județul Dolj, Oltenia, România.
 Acest articol despre o localitate din județul Dolj este deocamdată un ciot. Puteți ajuta Wikipedia prin completarea lui.